# カイオ・ドゥイリオ級戦艦
| カイオ・ドゥイリオ級戦艦 | カイオ・ドゥイリオ級戦艦 |
| ------------------------ | --- |
|                          | |
| 艦級概観                 | |
| 艦種                     | 戦艦 |
| 艦名                     | 人名 |
| 前級                     | コンテ・ディ・カブール級戦艦 |
| 次級                     | フランチェスコ・カラッチョロ級戦艦 orヴィットリオ・ヴェネト級戦艦 |
| 性能諸元（改装後）       | |
| 排水量                   | 基準：22,964トン（28,700トン） 常備：25,216トン（29,000トン） |
| 全長                     | 176.1m（186.9m） |
| 全幅                     | 28m |
| 吃水                     | 9.46m（常備：9.4m、満載：10.4m） |
| 機関                     | ヤーロウ式重油専焼水管缶8基 &ヤーロウ式石炭・重油混焼水管缶12基 +パーソンズ式低速タービン3基 &パーソンズ式高速タービン3基4軸推進 （ヤーロー式重油専焼水管缶8基 +ブルッゾー式ギヤード・タービン2基2軸推進）                                                                                        |
| 最大出力                 | 32,000hp（85,000hp） |
| 最大速力                 | 21.5ノット（27ノット） |
| 航続距離                 | 10ノット/4,800海里 （12ノット/4,250海里、20ノット/3,390海里） |
| 燃料                     | 石炭：1,476トン、重油：845トン(重油：2,550トン) |
| 乗員                     | 1,000名（1,495名） |
| 兵装                     | 30.5cm（46口径）3連装砲3基+同連装砲2基、 15.2cm（45口径）単装砲16基、 7.6cm（50口径）単装砲13基、 7.6cm（40口径）単装砲6基、 4cm（39口径）機砲2門、 45cm水中魚雷発射管 （32cm（43.8口径）3連装砲2基+同連装砲2基、 13.5cm（45口径）3連装砲4基、 9cm（50口径）単装砲10基、 37mm（54口径）機銃19基） |
| 装甲                     | 舷側：250mm 甲板：97mm（135mm） 主砲塔： 280mm（前盾）、85mm(天蓋) バーベット部：230mm(280mm) 司令塔：220mm（260mm） |

カイオ・ドゥイリオ級戦艦 (伊:Navi da battaglia della Classe Caio Duilio) はイタリア海軍（王立海軍）戦艦の艦級。コンテ・ディ・カブール級戦艦に引き続き、イタリア海軍が第一次世界大戦中に竣工させた3番目の弩級戦艦の艦級である。
カイオ・ドゥイリオは巨砲戦艦カイオ・ドゥイリオ級戦艦 (初代)の艦名を受け継ぐ2代目にあたる。なお、カイオ・ドゥイリオの方が進水も就役も早かったが、起工の早かったアンドレア・ドーリアを艦級名にアンドレア・ドーリア級戦艦（英:Andrea Doria class battleship）と表記する文献もある。

## 特徴

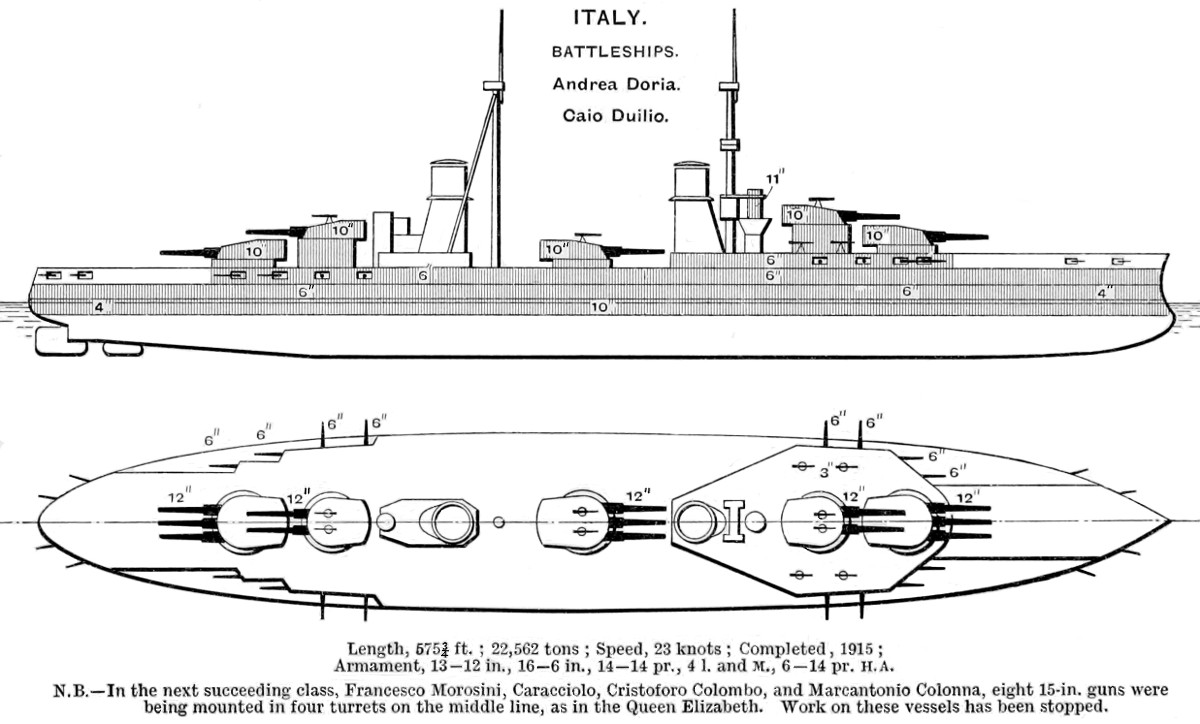
1923年時の本級の武装配置と装甲配置を示した図。

基本的な船体設計はカブール級を踏襲しているが、各所でカブール級での不具合を改善している。船体は短船首楼型型に改められ、艦首からカブール級より引き継いだ新設計の「1909年型 30.5cm（46口径）砲」を1・2番主砲塔を背負い式に2基、司令塔を組み込んだ開放式の操舵艦橋と1番煙突の間に立てられた前部三脚檣までにて船首楼甲板は終了しており、そこから後の甲板は一段下がって3番主砲が前向きに1基、中部に探照灯台を持つ後部三脚檣、2番煙突、後部見張り所、4番・5番主砲塔を後ろ向きで背負い式に2基配置した。主砲塔はカブール級と同じく、1番、3番、5番のみ3連装砲塔に、2番、4番のみ連装砲塔の変則配置である。
副砲配置はカブール級と大きく変化しており、口径も12cm砲から15.2cm砲と増しており「1909年型15.2cm（45口径）砲」を採用した。理由として従来の12cm砲ではオーストリア＝ハンガリー帝国海軍が整備している水雷巡洋艦や大型化した駆逐艦への打撃力に不安があり、速射性能を犠牲にしても確実に巡洋艦級を撃破可能な15cmクラスの副砲が必要になったためである。また、装備形式も変化しており1番・2番主砲塔直下に放射状に左右にケースメイト配置で4基4門ずつ、4番、5番主砲塔直下の左右に放射状に4基4門ずつの片舷8基計16基16門を装備した。カブール級では首尾線に6門以上指向できる配置となっているが、本級では艦首尾方向に指向できるのは4門と減少しているが逆に左右舷側方向に最大8門が指向できるようになっている。これは、艦隊戦闘時に縦列陣形を用いた時に舷側方向へ最大限の火力を発揮できるようにする工夫である。
その他に対水雷艇迎撃用に「7.6cm（50口径）砲」をカブール級と同じく13門、「7.6cm（40口径）高角砲」を6門、45cm水中魚雷発射管を単装で2基を装備した。船体底部はカブール級と同様に艦首と艦尾が斜めになった分の重量を軽減できるカットオフ方式を引き続き採用し、舵は主舵と副舵を直列に装備した。

## 戦歴

### 第一次世界大戦

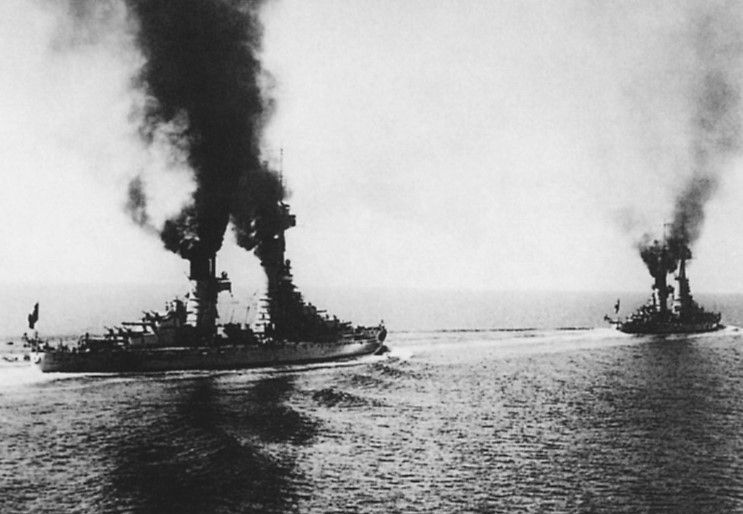
アンドレア・ドーリアとカイオ・ドゥイリオ

本級は1911年度海軍計画において建造が決定され、カイオ・ドゥイリオは1912年2月に起工され、1913年4月に進水、1915年5月に竣工した。
一方、アンドレア・ドーリアは1912年3月に起工され、1913年3月に進水しておりここまでは1番艦と同じペースで建造が進んでいるが竣工は1916年3月約一年分遅れて竣工している。これは、第一次世界大戦開始に伴う社会的混乱により兵装や艤装資材の調達に遅れが出たためである。
しかし、とにもかくにも本級2隻の就役によりアドリア海を挟んで対峙するオーストリア＝ハンガリー帝国海軍の弩級戦艦「テゲトフ級」4隻に対しコンテ・ディ・カブール級3隻+本級2隻の計5隻で対抗可能となった。
しかし、敵艦隊の主力であるウニーティス級がオーストリア=ハンガリー帝国海軍の現存艦隊主義により不活発であったために、本級2隻とも第一次大戦中は大きな作戦に参加したことはなく、もっぱらティレニア海とイオニア海間の船団護衛任務かオトラント海峡封鎖任務に参加する程度で過分なく第一次世界大戦を乗り切った。

## 海軍休日と改装

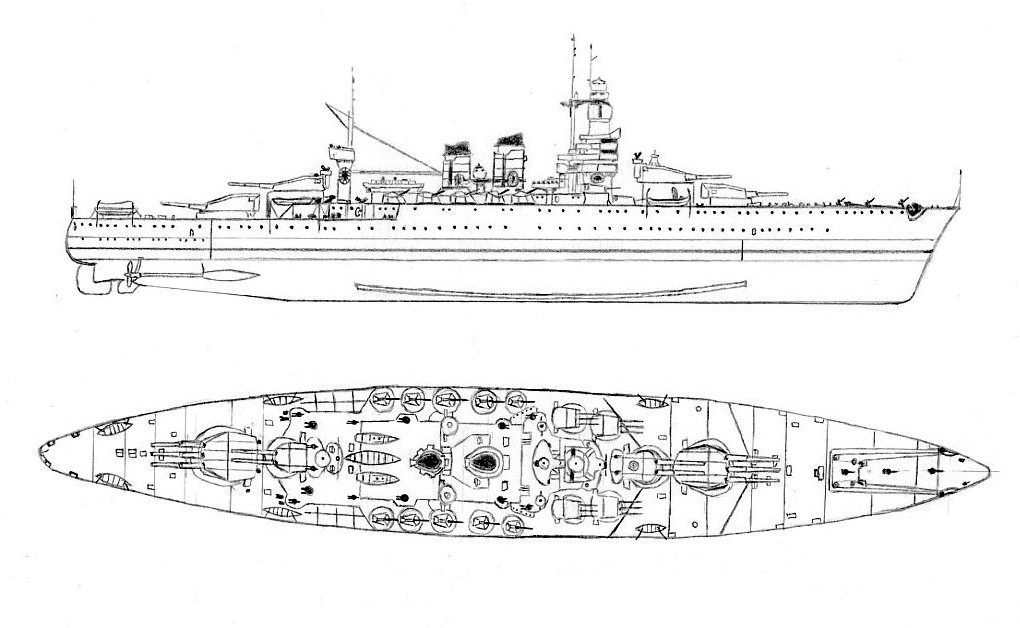
近代化改装後の本級のイラスト。

第一次世界大戦後の本級はカブール級と同じく1920年代に2隻とも近代化改装が行われたが、カブール級の改良型である本級は不具合は少なく改装の程度は必要最小限度に留められた。
しかし、カイオ・ドゥイリオは1925年4月にラ・スペツィア湾にて停泊中に3番主砲塔内で爆発事故を起こした。幸い、沈没には至らなかった。原因は弾薬庫内の装薬の自然発火と推測された。一方、アンドリア・ドーリアは1926年に国王ヴィットーリオ・エマヌエーレ3世の御座艦を務めた。1928年には2隻ともコンテ・ディ・カブールの使用実績から艦首甲板左舷部にカタパルトが装備されて水上偵察機が運用されたが、1932年に2隻とも予備艦となった。
このまま行けばイタリア海軍の海軍計画により近代的な新戦艦に取って代わられる筈であった。しかし、オーストリア＝ハンガリー帝国亡き後に新たに仮想的となった地中海を挟んだ大国フランスのフランス海軍が1931年に新戦艦ダンケルク級戦艦(33cm砲8門、30ノット)の起工を発表した事により、にわかに本級の重要性が高まった。
理由は、ダンケルク級戦艦への対抗艦としてイタリア海軍では新戦艦「ヴィットリオ・ヴェネト級」(38.1cm砲9門、速力30ノット)を計画していたが、1番艦「ヴィットリオ・ヴェネト」と「リットリオ」ら第一グループの起工がどう急いでも1934年からになり、イタリア海軍の建造ペースでは早くても竣工は1940年と計算され、ダンケルク級の就役には到底間に合わないためである。そのため、イタリア海軍は窮余の策として練習艦任務にあったコンテ・ディ・カブール級に徹底的な近代化改装を行い、ダンケルク級の就役に間に合わせる為1933年からドック入りさせてしまったのである。そのため、本級2隻がカブール級の代わりに練習艦任務に就く事となり、更にはフランス海軍への平時の備えとして一線級の扱いを受けることとなったのである。
幸い、カブール級の近代化改装期間中に大過なく、無事にコンテ・ディ・カブールとジュリオ・チェーザレが1937年に相次いで再就役した事により本級の役目は終わったかに見えた。だが、フランス海軍はダンケルク級2番艦「ストラスブール」をヴェネト級第一グループと同じく1934年に起工させ、増強され続けるドイツ海軍とイタリア海軍への対抗として1935年に「リシュリュー級」(38cm砲8門、30ノット)を1935年から続々と起工させたのである。この時点でイタリア海軍は、更なる海軍増強のために本級2隻をカブール級の近代化改装の経験と、ヴェネト級の設計により得られた新技術を投入してカブール級を上回る近代化改装を施す決断をした。

### 大改装と、その結果

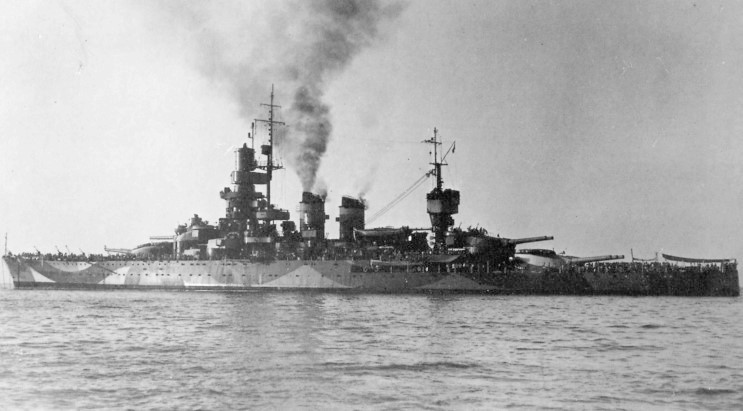
近代化改装後のアンドレア・ドーリア。

カイオ・ドゥイリオは1937年4月よりC.N.T,社ジェノヴァ造船所にて、アンドレア・ドーリアも同年同月にトリエステ造船所にて近代化改修工事を実施し、カイオ・ドゥイリオは1940年7月15日に再就役、アンドレア・ドーリアは三ヶ月遅れの同年10月20日に再就役した事で判るように本級は第二次世界大戦までに間に合わなかったのである。

### 改装後の主砲
改装前の主砲はカブール級と同じく既存の30.5cm砲身のA内筒をボーリングして砲口径を30.5cmから32cmに上げる大口径化を行った。この方法ならば既存の砲身を加工するだけでコストも抑えられ、改造も砲架の補強と揚弾機の改正で済むため主砲塔を新設計するよりは時間の短縮となった。
この改造により「1934年型 32cm(43.8口径)砲」へと生まれ変わり、性能的にも砲弾重量は452 kgから525 kgへと増加し、威力増加が見込まれた。同時に第一次世界大戦時の戦訓により射程を延ばす為に仰角の引き上げが行われたがカブール級の最大仰角27度に対し本級は30度へと更に引き上げられた。これにより射程はカブール級の28,600mから29,400mへと延伸され、砲弾重量の増加により敵艦の水平防御への貫通能力も増加する見込みであった。
しかし、この改造の代償として口径は46口径から43.8口径にダウン、砲身を削って薄くなった事により命数は減少し散布界は広がった。しかし、発射速度は砲弾の重量化にもかかわらず改装前と同じく毎分2発を維持した。俯仰能力は最大仰角30度・俯角5度で、旋回角度は改造前の150度から左右120度へと減少した。
大きく変わったのは主砲塔数で後述する機関の強化に伴い、船体中央部の3番主砲塔を撤去して4基となった。これにより門数は13門から10門へと減少、従って斉射時の投射弾量は改装前の5.876トン(452kg×13)から5.25トン(525kg×10)へと減少している。砲弾1発当たりの威力は増加しており一長一短である。しかしながら撤去した3番砲塔は射角が非常に小さく、13門を斉射できるシチュエーションは限定される。その事を考えるに総合的な火力はむしろ向上したとも言える。

### 改装後の副砲、その他備砲
副砲をケースメイト配置から砲塔形式に変更したのはカブール級と同じであるが、口径は改装前は15.2cm砲であったのが、改装後は新設計の「1935年型 13.5cm(45口径)速射砲」を採用した。改装前に比べて口径が小さくなったのは奇異に感じられるが、イタリア火砲製造技術の発達により小さい口径で前大戦時の15.2cm砲を上回る性能が得られたためである。その性能は重量32.7kgの砲弾を仰角45度で射距離19,600mまで届かせることができ、発射速度は毎分6～7発、俯仰能力は最大仰角45度・俯角5度で、旋回角度は240度であった。この砲を新設計の箱型砲塔に納めた。
カブール級の砲塔は連装式で、2門を同一砲架に接続された事により散布界の問題があったが、本級ではヴェネト級と同じく三連装砲塔となり、しかも3門の砲身が独立の砲架に接続され別個に俯仰・発射できた。しかし、ヴェネト級では艦橋と後檣の両脇の四箇所に配していたが、本級では前部艦橋の両脇に前向きに背負い式で2基が配置された。
これは、火力的にダンケルク級の前方火力8門に対し本級は前方火力5門と劣っており、それを補うために敢えて前方方向に集中配置したと見られる。この配置方式により艦首方向に最大12門という強火力を指向でき、左右方向には最大6門、更に背負い式配置を採用した事により後部に位置する高角砲群を干渉する事無く艦尾方向にヴェネト級と同じく最大6門を指向出来た。
高角砲ではカブール級においては平射砲を改造しただけの「OTO 1930年型 10cm(47口径)高角砲」であり、用兵側にて問題とされていたが、本級ではヴェネト級向けに開発された全くの新設計である「1939年型 9cm(50口径)高角砲」を搭載することができた。その性能は重量10kgの砲弾を仰角45度で射距離13,000m、最大仰角75度で高度10,800mまで届かせることが出来た。発射速度は毎分12発と速く、俯仰能力は仰角75度・俯角3度で、旋回角度は左右120度であった。主砲・副砲の斉射時の爆風を避けるため、装甲を施されたシールドが砲架に被せられた。
また、カブール級において問題視されていた高角砲の射界不足は、前述の通り副砲塔配置の変化により大幅に改善され、高角砲配置は船体中央部に直列で単装砲架で片舷5基の計10基10門が配置された。この配置により煙突以外、遮る物の無い箇所に置かれた高角砲群は広い射界を得られた。なお、高角砲の射撃式装置は2本煙突の間に、両舷側の見晴らしの良い場所に設置され、これと連動する航空機追尾装置も艦橋後部の両舷に設置された。
また、高角砲を補助するためにブレダ社製「37mm(54口径)機関砲」を連装砲架で搭載するのは同じだがカブール級の6基から15基へと搭載数は1.5倍に増やされた。また、カブール級では13.2mm機銃であったのを本級は改装時から「1935年型 20mm(60口径)機関砲」を採用しており、連装砲架で8基16門へと装備した。

### 改装後の防御
船体防御では舷側装甲250mm等は変化していないが、船首楼甲板が延長されたのに伴い、最上甲板から水線部まで舷側が面一となっている。舷側装甲は最上甲板から120mm、第一甲板から150mm、水線部装甲は上端が220mmで水線部が250mmで水面下部が170mmである。水平防御は最上甲板が30mm、第一甲板が15mm、主甲板が80mmで合計135mmであった。なお、主甲板の舷側と接触する傾斜部が40mmである。
対水雷防御はカブール級と同じく「プリエーゼ式水雷防御」が採用された。前後の主砲塔間に舷側装甲下端から、内側に大きく弧を描いて厚さ40mmの水雷防御隔壁が配置されており、舷側外板と合わせて円筒状の空間を形成している。その中央には、水密された直径3.4mの中空の円筒が保持されており、全体としては二重円筒状の構造となっている。外筒と内筒の間は液体（重油等）が充填されており、水中爆発に対しては中央の内筒が圧壊することで爆圧を吸収し、また爆発の断片を受け止める構造となっていた。
かえってダメージを増大してしまうとも言われるプリエーゼ式水雷防御であるが、本級はプリエーゼ部に被雷したことがないため、本級をもってその是非を判断することは適当ではない。

### 改装後の機関
新戦艦に対抗できる高速力を得るため、3番主砲塔と弾薬庫を撤去し機関区を増加させた。しかし、前述のプリエーゼ式水雷防御を細い船体に収めたために、機関区は前後に細長い形状となり、さらに、新設された中央部隔壁で機関区画は左右に分断され、各々５区画に分かたれた。そのため、ボイラーとタービンの配置が大きく改正された。
その配置方式は、左舷側が艦首側に低圧タービン2基と高圧タービン1基を減速ギアで接続したものを1組とするギヤード・タービン1基の背後にボイラーを各区画ごとに1基ずつ計4基、右舷側は180度回転して艦首からボイラー4基と艦尾側にギヤード・タービン1基を配置し2軸のスクリュー軸を駆動し推進する。そのため、軸数は改装前の4軸から2軸へと減少したが、イタリア海軍では既に重巡洋艦ザラ級で大馬力機関を少ない軸数で推進する方式を確立しており、本級でもそれを踏まえたものと見られる。
また、ボイラー形式も石炭と重油を使用する改装前から重油に統一されたことで、過熱器を装備するヤーロウ式重油専焼水管缶へと更新され、これにブルッゾー式ギヤード・タービン2基を組み合わせて、最大出力は改装前の32,000hpから2.65倍の85,000hpへと大幅にアップした。カブール級で93,300hpあったのに比べて出力が低下していたが、これは機関の耐久力を重視して出力を抑えたものと見られる。それでも最大速力は21.5ノットから27ノットへと大幅に増加しており、充分に高速である。

### 改装後の艦体
船体構造は、カブール級と同じく重量増加により喫水の沈下を防ぐため、艦首構造の外側に新たに艦首構造を接続して全長を伸ばしたが、カブール級で約10m伸びたのに対し本級は10.5m伸ばされた。これにより船体の縦横幅比率は6.03から6.5へと変わり、クリッパー・バウ型艦首への換装に伴い高速を出しやすい船型となった。(ヴェネト級は6.8)
船首楼甲板は改装前では1番煙突の後方で終了していたのに対し、改装後では3番主砲塔基部まで延長したことにより、副砲塔・高角砲は波浪の影響を受け難くなった。艦尾部は改装前と変化はないが、戦訓により艦尾にあった単装式の水中魚雷発射管2基は撤去された。

### 改装後の外観
カブール級と同様に開放式の艦橋構造と三脚式の前檣は、プリエーゼ設計士官の得意とする円筒を重ねたような形状の密閉式艦橋へと更新された。本級の艦橋の構成はヴェネト級の設計を取り入れてより多機能化した。
下部から航海艦橋、戦闘艦橋、測距儀塔の上部に二層式の射撃指揮所が設けられた。各区画の側面は装甲で覆われ、対巡洋艦防御が施されていた。7.2m測距儀は上下二段式となっており、上段が測距用、下段が弾着観測用で、データーは測距儀塔上部の射撃指揮所と方位盤室に送られ射撃管制された。艦橋の後方には前檣が置かれ、前級よりも高くなったポール・マストが立つ。副砲用測距儀塔は艦橋と独立してその左右に1基ずつが配置された。頂上部は装甲板でカバーされた5m測距儀、下部は副砲指揮所をもつ装甲司令塔である。前後に離れていた2本煙突も、前述の機関配置の改善により等間隔に配置され、端正な印象となった。煙突の後部から後檣の間のスペースは艦載艇置き場となっているのはカブール級と同じである。後檣は改装前は三脚式であったが、改装後は大きさの異なる円筒を積み重ねたような装甲司令塔となっており、基部に付いた二本のボート・ダビットにより艦載艇は運用される。改装前にあった開放式の後部見張所は後部装甲司令塔の頂上部に移設され、探照灯台が併設された。

## 第二次世界大戦とその後
近代化改装後、第二次世界大戦に参加、1940年7月に就役したばかりのカイオ・ドゥイリオは英国艦隊による「タラント空襲」により魚雷一発を受け小破・大浸水したので排水後に曳航されドック入りとなり1941年5月まで修理となった。かわりにアンドレア・ドーリアが穴埋めとして1940年10月に就役し、補充された。
大戦初期に地中海方面で英軍補給路の妨害作戦や枢軸軍の船団護衛に従事し、特に本級2隻が同時に参加した作戦として第1次シルテ湾海戦が有名である。1942年2月にマルタ島付近で作戦活動に従事したが、同年の夏ごろにイタリア海軍の燃料事情が悪化したため、本級2隻はタラント港湾に停泊して練習艦任務に就くこととなり、乗員の多くはヴェネト級と護衛艦艇に配属となった。しかし、1943年にイタリア本土が連合軍の攻撃目標となってからは、再び現役に復して移動砲台として活動した。
同年9月にイタリアの降伏を受けてタラント港を発ち、9月10日にからマルタ島へ到着した。その後、紆余曲折（ソ連がイタリア戦艦全艦の保有を連合国側に主張したため、処理が長引いた）の末、1944年6月にイタリア海軍籍に復帰し、シチリア島のアウグスタ港にて練習艦任務にあたった。
第二次世界大戦後は、イタリア艦隊の主力艦として1947年5月1日から1949年11月まで艦隊旗艦となり、次いでアンドレア・ドーリアが同年12月から1951年3月9日まで旗艦任務を引き継いだ。その間にNATO演習にも参加し、イタリア海軍の健在ぶりを示した。しかし、老朽化には耐えられず2隻とも1956年9月に除籍され、11月にスクラップ処分されて、44年余にわたる長い艦生を終えた。

## 同型艦
- カイオ・ドゥイリオ Caio Duilio
- アンドレア・ドーリア Andrea Doria

## 参考図書
- 「世界の艦船増刊第41集　イタリア戦艦史」(海人社)
- 「世界の艦船増刊第20集　第2次大戦のイタリア軍艦」(海人社)